# Errick McCollum
Errick „E” Lane McCollum II (ur. 22 stycznia 1988 w Canton) – amerykański koszykarz, występujący na pozycjach rozgrywającego oraz rzucającego obrońcy, obecnie zawodnik Chimek Moskwa.
Jest starszym bratem Christiana Jamesa (C.J.), laureata NBA Most Improved Player Award 2016.
Jest rekordzistą chińskiej ligi CBA w liczbie punktów zdobytych w trakcie pojedynczego spotkania. 30 stycznia 2015 roku zanotował ich 82 w przegranym spotkaniu z zespołem Guangdong Tigers.
19 lipca 2020 opuścił Uniksu Kazań. 7 września dołączył do Chimek Moskwa.

## Osiągnięcia
Stan na 8 września 2020, na podstawie, o ile nie zaznaczono inaczej.
NAIA
- Zawodnik Roku Konferencji All-Mid-Central College (2010)
- All-Mid-Central College Conference Newcomer of the Year (2007)
- Zaliczony do składu:
  - I składu:
    - NAIA Division II All-American (2010)
    - konferencji All-Mid-Central College (2008–2010)

  - II składu konferencji All-Mid-Central College (2007)
- Lider wszech czasów zespołu Goshen Mapple Leafs[7]:
  - w zdobytych punktach (2789)
  - celnych rzutach wolnych (814)
  - oddanych rzutach z gry (1902)
  - liczbie punktów, uzyskanych w trakcie pojedynczego sezonu (2010 – 795)
  - średniej punktów, uzyskanej w trakcie pojedynczego sezonu (2010 – 25,6)
  - liczbie celnych rzutów wolnych, uzyskanych w trakcie pojedynczego sezonu (2008 – 253)

Drużynowe
- Mistrz Eurocup (2016)
- Brąz ligi VTB (2019)
- 4. miejsce podczas mistrzostw Grecji (2014)
- Zdobywca pucharu Turcji (2018)
- Finalista Pucharu Izraela (2011)

Indywidualne
- MVP:
  - Eurocup (2016)
  - kolejki:
    - Eurocup (4. – 2015/16)
    - ligi greckiej (14. – 2012/13, 7. – 2013/14)

  - spotkania nr 2 TOP 16 Eurocup (2015/16)
- Zaliczony do I składu:
  - Eurocup (2016, 2019)
  - zawodników zagranicznych VTB (2019)
- Lider strzelców:
  - Eurocup (2014)
  - ligi greckiej (2014)
  - chińskiej ligi CBA (2015, 2017)
- Uczestnik meczu gwiazd:
  - CBA (2015)
  - ligi tureckiej (2018)[8]
  - VTB (2020)[9]